# ستاركيد (1998)
ستاركيد (1998) ؛ (بالإنجليزية : Starrcade 1998) وهو العرض السنوي السادس عشر لمصارعة المحترفين التي أنتجتها بطولة العالم للمصارعة (WCW) لعام 1998. تم عقده في 27 ديسمبر 1998 من مركز MCI في العاصمة الأمريكية واشنطن.
كان الحدث الرئيسي هو مباراة من نوع عدم الأستبعاد بين جولدبيرج وكيفين ناش لبطولة العالم للوزن الثقيل (دبليو سي دبليو) . بدأ نزاعهما عندما فاز ناش بمعركة ملكية في عرض الحرب العالمية الثالثة، وحصل على لقب. وشملت المباريات الأخرى دايموند دلاس بايج ضد ذا جاينت، و إريك بيشوف ضد ريك فلير، و كونان ضد كريس جيريكو على بطولة التلفزيون العالمية دبليو سي دبليو . في عام 2015، تم توفير مشاهدة جميع عروض WCW للدفع مقابل المشاهدة على شبكة دبليو دبليو إي.

## الوقائع المنظورة
تميز الحدث بالعديد من المصارعين فيما بينهم عداءات وقصص موجودة مسبقًا. كما تم تصوير المصارعين الأشرار أو الأبطال أو الشخصيات التي لا يمكن تمييزها في الأحداث السابقة من ستاركيد، التي أثارت التوتر وبلغت ذروتها في مباراة مصارعة أو سلسلة من المباريات.
كان الخلاف الرئيسي المتجه إلى عرض ستاركيد بين جولدبيرج وكيفن ناش على بطولة العالم للوزن الثقيل (دبليو سي دبليو) . منذ بدايته، بدأ جولدبيرج مسيرته بدون هزائم، وفاز باللقب ضد هوليوود هوجان في حلقة 6 يوليو من نيترو. وفي عرض الحرب العالمية الثالثة، ربح ناش معركة ملكية لكسب مباراة على اللقب ضد جولدبيرج في ستاركيد، وبدأ العداء بينهما. بالتوجه إلى ستاركيد، كان لدى جولدبيرج سلسلة من الانتصارات تصل إلى 173 مباراة.
بدأ الخلاف بين ريك فلير وإريك بيشوف في 14 سبتمبر، عندما عاد فلير لإعادة تشكيل أعضاء فرقة فور هورسمان . وتنازعت فور هورسمان مع فرقة نيو ورلد أوردر، لكنه سرعان ما تحول إلى عداء بين فلير وبيشوف. بدأ الخلاف بين دايموند دلاس بايج و ذا جاينت (بيج شو) عندما هزم بريت هارت بايج بمساعدة ذا جاينت للفوز ببطولة بطولة الولايات المتحدة دبليو دبليو إي للوزن الثقيل في إصدار 30 نوفمبر من نيترو.

## النتائج
| رقم                                                 | النتائج                                                   | الشروط                                                       | الوقت |
| --------------------------------------------------- | --------------------------------------------------------- | ------------------------------------------------------------ | ----- |
| 1                                                   | بيلي كيدمان (c) هزم ري ميستيريو جونيور وغيريرا            | مباراة الثلاثية لبطولة الوزن المتوسط لبليو سي دبليو          | 14:55 |
| 2                                                   | بيلي كيدمان (c) هزم إدي غيريرو                            | مباراة فردية لبطولة الوزن المتوسط لبليو سي دبليو             | 10:49 |
| 3                                                   | نورمان سميلي هزم الأمير يوكيا بالتثبيت                    | مصارعة فردية                                                 | 11:31 |
| 4                                                   | بيري ستاورن هزم إرنست ميلر (مع سوني أونو)                 | مصارعة فردية                                                 | 7:07  |
| 5                                                   | براين آدمز وسكوت نورترون (مع فيرجيل) هزم دايف فنلي وفلاين | مصارعة الفرق الزوجية                                         | 8:56  |
| 6                                                   | كونان (c) هزم كريس جيريكو                                 | مصارعة فردية على لقب بطولة التلفزيون العالمية دبليو سي دبليو | 7:27  |
| 7                                                   | إريك بيشوف هزم ريك فلير                                   | مصارعة فردية                                                 | 7:08  |
| 8                                                   | دايموند دلاس بايج هزم ذا جاينت                            | مصارعة فردية على اللقب بطولة الولايات المتحدة دبليو دبليو إي | 12:45 |
| 9                                                   | كيفين ناش هزم بيل غولدبيرغ (c)                            | بطولة العالم للوزن الثقيل                                    | 11:20 |
| - (c) – تشير إلى البطل (الأبطال) عند بداية المباراة |                                                           |                                                              |       |

## روابط خارجية
- مراجعة Starrcade 1998 في SLAM